# Jambes
Jambes (Djambe in vallone) è una località del Belgio.
Comune autonomo fino al 1977, è stato poi unito a Namur.